# Guanhães
Guanhães est une ville brésilienne de l'État du Minas Gerais. Sa population était estimée à 31 266 habitants en 2010. La municipalité s'étend sur 1 076 km2.

## Maires
| Période | Période | Identité             | Étiquette | Qualité |
| ------- | ------- | -------------------- | --------- | ------- |
| 2009    | 2012    | Osvaldo Castro Pinto | DEM       |         |